# Tiro nos Jogos Olímpicos de Verão de 2008 - Fossa olímpica masculino
A prova da fossa olímpica masculina do tiro dos Jogos Olímpicos de Verão de 2008 foi disputada nos dias 9 e 10 de agosto na Arena de Tiro de Pequim. 
Nesta prova, cada atirador faz cinco séries de 25 disparos em direção a pratos que são lançados com velocidade, sendo que em cada série 10 pratos são lançados da direita, 10 da esquerda e 5 do centro. O atirador pode tentar dois disparos em cada prato. Os seis melhores atiradores se classificam para a final, onde outros 25 pratos são lançados. Conquista o ouro o atirador que acertar mais pratos dos 100 lançados.

## Medalhistas
| Ouro   | CZE David Kostelecký  |
| Prata  | ITA Giovanni Pellielo |
| Bronze | RUS Aleksei Alipov    |

## Qualificação
| Pos. | Atleta                | CON | 1  | 2  | 3  | Total dia 1 | 4  | 5  | Total | Desempate |
| ---- | --------------------- | --- | -- | -- | -- | ----------- | -- | -- | ----- | --------- |
| 1    | Aleksei Alipov        | RUS | 23 | 24 | 25 | 72          | 25 | 24 | 121   |           |
| 2    | David Kostelecký      | CZE | 24 | 24 | 25 | 73          | 24 | 24 | 121   |           |
| 3    | Erminio Frasca        | ITA | 23 | 24 | 25 | 72          | 24 | 24 | 120   |           |
| 4    | Giovanni Pellielo     | ITA | 25 | 25 | 23 | 73          | 24 | 23 | 120   |           |
| 5    | Michael Diamond       | AUS | 25 | 23 | 24 | 72          | 24 | 23 | 119   | +3        |
| 6    | Josip Glasnović       | CRO | 25 | 23 | 24 | 72          | 25 | 22 | 119   | +3        |
| 7    | Karsten Bindrich      | GER | 24 | 23 | 24 | 71          | 25 | 23 | 119   | +2        |
| 8    | Mansher Singh         | IND | 25 | 24 | 20 | 69          | 24 | 24 | 117   |           |
| 9    | Erik Varga            | SVK | 23 | 25 | 24 | 72          | 23 | 22 | 117   |           |
| 10   | Jesús Serrano         | ESP | 24 | 21 | 23 | 68          | 24 | 24 | 116   |           |
| 11   | Pavel Gurkin          | RUS | 24 | 24 | 21 | 69          | 23 | 24 | 116   |           |
| 12   | Manavjit Singh Sandhu | IND | 23 | 23 | 24 | 70          | 22 | 24 | 116   |           |
| 13   | Glenn Kable           | FIJ | 24 | 21 | 22 | 67          | 23 | 25 | 115   |           |
| 14   | Mário Filipovič       | SVK | 22 | 24 | 24 | 70          | 22 | 23 | 115   |           |
| 15   | Lee Young-sik         | KOR | 23 | 24 | 23 | 70          | 22 | 23 | 115   |           |
| 16   | Li Yang               | CHN | 24 | 21 | 24 | 69          | 24 | 22 | 115   |           |
| 17   | Yves Tronc            | FRA | 24 | 23 | 22 | 69          | 24 | 22 | 115   |           |
| 18   | Naser Meqlad          | KUW | 23 | 24 | 24 | 71          | 22 | 22 | 115   |           |
| 19   | Juan Carlos Dasque    | ARG | 21 | 24 | 25 | 70          | 24 | 21 | 115   |           |
| 20   | Graeme Ede            | NZL | 21 | 24 | 20 | 65          | 25 | 24 | 114   |           |
| 21   | Li Yajun              | CHN | 18 | 23 | 24 | 65          | 24 | 24 | 113   |           |
| 22   | Bret Erickson         | USA | 20 | 23 | 22 | 65          | 24 | 24 | 113   |           |
| 23   | Dominic Grazioli      | USA | 23 | 24 | 22 | 69          | 20 | 24 | 113   |           |
| 24   | Stefan Rüttgeroth     | GER | 24 | 21 | 21 | 66          | 24 | 23 | 113   |           |
| 25   | Stéphane Clamens      | FRA | 25 | 20 | 20 | 65          | 23 | 24 | 112   |           |
| 26   | Giuseppe di Salvatore | CAN | 24 | 23 | 19 | 66          | 23 | 23 | 112   |           |
| 27   | Manuel Silva          | POR | 22 | 23 | 23 | 68          | 22 | 21 | 111   |           |
| 28   | Lee Wung Yew          | SIN | 23 | 24 | 22 | 69          | 19 | 22 | 110   |           |
| 29   | Derek Burnett         | IRL | 24 | 22 | 23 | 69          | 22 | 19 | 110   |           |
| 30   | Ahmed Almaktoum       | UAE | 24 | 23 | 22 | 69          | 22 | 19 | 110   |           |
| 31   | Craig Henwood         | AUS | 22 | 21 | 23 | 66          | 23 | 20 | 109   |           |
| 32   | Adham Medhat          | EGY | 20 | 22 | 22 | 64          | 23 | 21 | 108   |           |
| 33   | Alberto Fernández     | ESP | 24 | 23 | 16 | 63          | 22 | 21 | 106   |           |
| 34   | César Menacho         | BOL | 24 | 22 | 21 | 67          | 18 | 21 | 106   |           |
| 35   | Eric Ang              | PHI | 19 | 24 | 22 | 65          | 21 | 20 | 106   |           |

## Final
| Pos.              | Atleta            | CON | Qual. | Desempate | Final | Total | Desempate | Notas |
| ----------------- | ----------------- | --- | ----- | --------- | ----- | ----- | --------- | ----- |
| Medalha de ouro   | David Kostelecký  | CZE | 121   |           | 25    | 146   |           | OR    |
| Medalha de prata  | Giovanni Pellielo | ITA | 120   |           | 23    | 143   |           |       |
| Medalha de bronze | Aleksei Alipov    | RUS | 121   |           | 21    | 142   | +3        |       |
| 4                 | Michael Diamond   | AUS | 119   | +3        | 23    | 142   | +2        |       |
| 5                 | Josip Glasnović   | CRO | 119   | +3        | 21    | 140   | +2        |       |
| 6                 | Erminio Frasca    | ITA | 120   |           | 20    | 140   | +1        |       |